# بدرالدین زرکشی
بدرالدین محمّد زَرکَشی (۷۴۵–۷۹۴ق/۱۳۴۴م - ۱۳۹۲م) فقیه شافعی، محدث و کاتب مصری ترکی مملوکی‌اصل در سدهٔ هشتم هجری بود. علم حدیث را در دمشق از ابن کثیر و فقه را در مدرسهٔ شافعی در قاهره آموخت. به دلیل آنکه در جوانی گل‌دوزی یادگرفته‌بود به الزرکشی مشهور گشت.

## آثار
- البحر المحیط، در أصول الفقه.
- سلاسل الذهب، در أصول الفقه.
- البرهان فی علوم القرآن.
- إعلام الساجد بأحکام المساجد.
- الإجابة لما استدرکته عائشة علی الصحابة.
- التذکرة فی الأحادیث المشتهرة.
- رسالة فی معنی کلمة التوحید (لا إله إلا الله).
- القواعد فی فروع الشافعیة.
- التنقیح بشرح الجامع الصحیح، در شرح صحیح بخاری،
- تخریج أحادیث الشرح الکبیر للرافعی.
- الغرر السافر فیما یحتاج إلیه المسافر.